# NGC 5514A
NGC 5514A في الفهرس العام الجديد، هي مجرة، تقع في كوكبة العواء. اكتشفت بواسطة هاينريش لويس دريست.

## روابط خارجية
- NGC 5514A على موقع ويكي سكاي: DSS2, SDSS, GALEX, IRAS, Hydrogen α, X-Ray, Astrophoto, Sky Map, Articles and images